# Rabi al-Madkhali
Le cheikh Rabî' Ibn Hâdî 'Oumayr al-Madkhalî (arabe : ربيع بن هادي عمير المدخلي), mort le 9 juillet 2025 à Médine, est un professeur salafiste d'université islamique en Arabie saoudite. Il est la référence du mouvement qui a pris son nom, le madkhalisme. Figure du quiétisme islamiste transnational, il s'oppose à ce titre à la politisation de l'islam. Il s'oppose particulièrement au courant jihadiste au sein du salafisme.

## Jeunesse
Rabi al-Madkhali naît en 1932 ou 1933 à Jizan, alors encore un village, près de la frontière yéménite. Il fait partie de la tribu de Mudakhala, bien connue dans la région de Jizan, et qui est l'une des tribus des Banû Shabil (Shabil étant supposé descendant de Qahtan). Son père meurt un an et demi après sa naissance. Il est donc ensuite élevé et éduqué dans la maison de sa mère, qui prend en charge son éducation[réf. souhaitée]. Il suit des études secondaires dans la ville de Samita.

## Formation
Il termine ses études à l'Institut éducatif de Samita en 1960, puis étudie la charia à l'université islamique de Médine, pendant quatre ans. Il a là des enseignants parmi les plus célèbres du monde musulman comme `Abdul-`Aziz  Ibn `Abdillah Ibn Baz (ancien grand mufti du royaume d'Arabie saoudite), avec qui il étudie Al-`Aqida at-Tahawiyya[pas clair] et Muhammad Nasir-ud-Din Al-Albani, avec qui il étudie la science du hadith.
Il se présente comme le « successeur spirituel reconnu » de Ibn Baz.
Après avoir terminé ses études à l'université Islamique de Médine, il rejoint le département des hautes études de l'université Oumm ul-Qourra, où il continue ses études, obtenant son magistère dans le domaine du hadith en 1977, en achevant sa dissertation intitulée Entre les deux imams, Muslim et Ad-Daraqutni.

## Carrière universitaire
Il enseigne à la faculté de hadith de l'université islamique de Médine, où il occupe une chaire permanente de professeur.
Rabi`al-Madkhâlî est (avec l'Éthiopien Muhammad Amân al-Djâmi (ar)) « la référence du salafisme dit scientifique (ar) » d'après le journaliste algérien Mustapha Benfodil. « Rabî`al-Madkhâlî est devenu l’une des principales figures des ulémas officiels de l’Arabie saoudite ».

## Prises de position
Il se rend célèbre par un livre dirigé contre Sayyid Qotb, «  le penseur le plus radical des Frères musulmans » ; il présente ce théoricien du jihad comme un penseur qui a déformé la doctrine islamique,.
Il est un défenseur radical de la famille royale saoudienne, s'opposant en cela aux Sahwis (ou le mouvement Sahwa) qui accusent la famille royale de collaboration avec les États-Unis. Sa nomination à l'université de Médine récompense sa loyauté. Il y a formé de nombreux Afro-Américains dans les années 1990, qui ont ensuite diffusé son enseignement ; il recommande aux salafistes de «ne pas voter, et de ne pas s'impliquer dans la démocratie américaine, parce que là n'est pas la « vraie voie salafiste »». Il se déclare hostile au pluralisme démocratique, dans lequel il voit une source de division.
Il est hostile au nationalisme sahraoui et au Front Polisario, au sujet duquel il déclare : « Il vous est interdit de les écouter ! Car ils font fuir les gens de l'unité, ils les incitent à la désunion et les appellent à se rebeller contre le dirigeant de ce pays (Muḥammad VI) dont le pouvoir est établi ainsi que la position. Cela est interdit au vu des textes du Livre et de la Sunna ! Je le répète une troisième fois : il est vous est interdit d'écouter cet appel-là qui désunit les gens et qui sépare le Sud saharien de telle région du Nord, puis de telle région au centre... Les gens [au Maroc] se sont unis, par la grâce d'Allah, autour de ce dirigeant, gouverneur et sultan (Muḥammad VI), puis il a sécurisé le pays et s'est appliqué à y faire le bien. ».

## Salafisme madkhaliste
Les préceptes de Rabi al-Madkhali donnent naissance à un courant du salafisme quiétiste appelé le « salafisme madkhaliste » -appellation rejetée par ses adeptes qui se revendiquent uniquement comme « salafistes ».
La doctrine madkhaliste prône une soumission absolue au wali al-amr, le « détenteur de l’autorité », et commande ainsi le respect de l'autorité politique en place. Pour le chercheur Romain Caillet, « Rabi al-Madkhali est opposé à la démocratie mais il rejette l’idée d’un renversement du pouvoir en place, pour ne pas alimenter la fitna [la division des musulmans, ndlr]. Cette interdiction est tirée de textes médiévaux, rédigés à une époque de guerres incessantes. Elle arrange bien entendu le pouvoir saoudien. Le cheikh Rabi n’a pas de fonction officielle dans les institutions du royaume, il n’appartient pas au clan des clercs détenteurs de l’autorité religieuse. ».

## Œuvres
- Entre les deux imams Muslim and ad-Daaraqutni (Dissertation lors de son Magistère)
- Remarques sur Al-Nukat 'ala kitab Ibn As-Salaah (Dissertation lors de son Doctorat)
- La méthode des prophètes pour appeler vers Allah
- Methodology of Ahl-us-Sunnah wal-Jamaa'ah in Criticizing Men, Books and Groups
- La catégorisation du Hadith Sahih, Hassan et Da'if entre la réalité des muhadithin et la falsification des disciples aveugles (Réfutation de 'Abdul-Fattah Abu Ghuda et Muhammad 'Awama)
- Exposition des positions d’Al-Ghazali envers la Sunna et ses gens
- Prévention de l'agression des mécréants et jugement concernant la recherche de l'aide des non-musulmans
- Le statut des Ahlul-Hadith
- Une vérification du livre "At-Tawassul wal-Wasila" d'Ibn Taymiyya
- La méthodologie employée par l'imam Muslim dans la classification de son Sahih
- Ahlul-Hadith est le groupe victorieux et sauvé (Débat avec Salmân al-'Awdah)
- Un traité sur le Hadith Prophétique
- Répandre la lumière islamique sur le crédo et l'idéologie de Sayyid Qutb
- Les abus de Sayyid Qutb contre les Compagnons du Messager d'Allah
- Protection contre les dangers se trouvant dans les livres de Sayyid Qutb
- La frontière décisive entre la Vérité et le Mensonge (Débat avec Bakr Abu Zayd)
- Les dangers du téméraire Mahmoud al-Hadâd
- La preuve claire concernant la protection de la Sunna
- UN groupe (Jama'ah) et non plusieurs groupes (Jamaa'aat), UN chemin et non pas plusieurs (Débat 'Abdur-Rahmân 'Abdul-Khâliq)
- Un noble support en écrivant une réponse concise
- Les différentes formes du fanatisme et ses effets
- Clarification de la corruption de la norme pour mesurer
- Avertissement contre les Mensonges dans Tawdih Al-Malibari
- Réfutation des mensonges de Moûsa ad-Duwaysh
- Destruction des mensonges de 'Abdul-Latif Bashmil
- Attaque de météores salafi flambants contre les campements Khalafi de 'Adnan
- Explication des fondements de la sunna